# El Colomer (Artés)
El Colomer és un edifici del municipi d'Artés (Bages) inclosa en l'Inventari del Patrimoni Arquitectònic de Catalunya.

## Descripció
És una construcció civil: Masia de planta gairebé quadrada que s'enlaira com una torre-fortalesa del baix-medieval encara que és de construcció és moderna, probablement del segle xvi ampliada al segle xviii; el seu esquema és original car a partir de les petites dimensions de la planta la masia ha crescut en tres pisos d'altura sobre els baixos. L'últim pis presenta al costat de llevant una galeria de quatre arcs de mig punt que formen una balconada al pis del graner. A la resta de nivells s'obren finestres irregulars i modernes que trenquen l'aspecte massís que deuria tenir originalment.

## Història
La masia del Colomer és esmentada ja en el Fogatge de l'any 1553; «Sebastia Colomer» és el cap de casa d'un dels cinquanta-quatre esmentats en aquesta data al terme parroquial d'Artés.